# Reignac (Charente)
Reignac é uma comuna francesa na região administrativa da Nova Aquitânia, no departamento de Charente. Estende-se por uma área de 22,14 km². Em 2010 a comuna tinha 770 habitantes (densidade: 34,8 hab./km²).